# Savva de Pskov

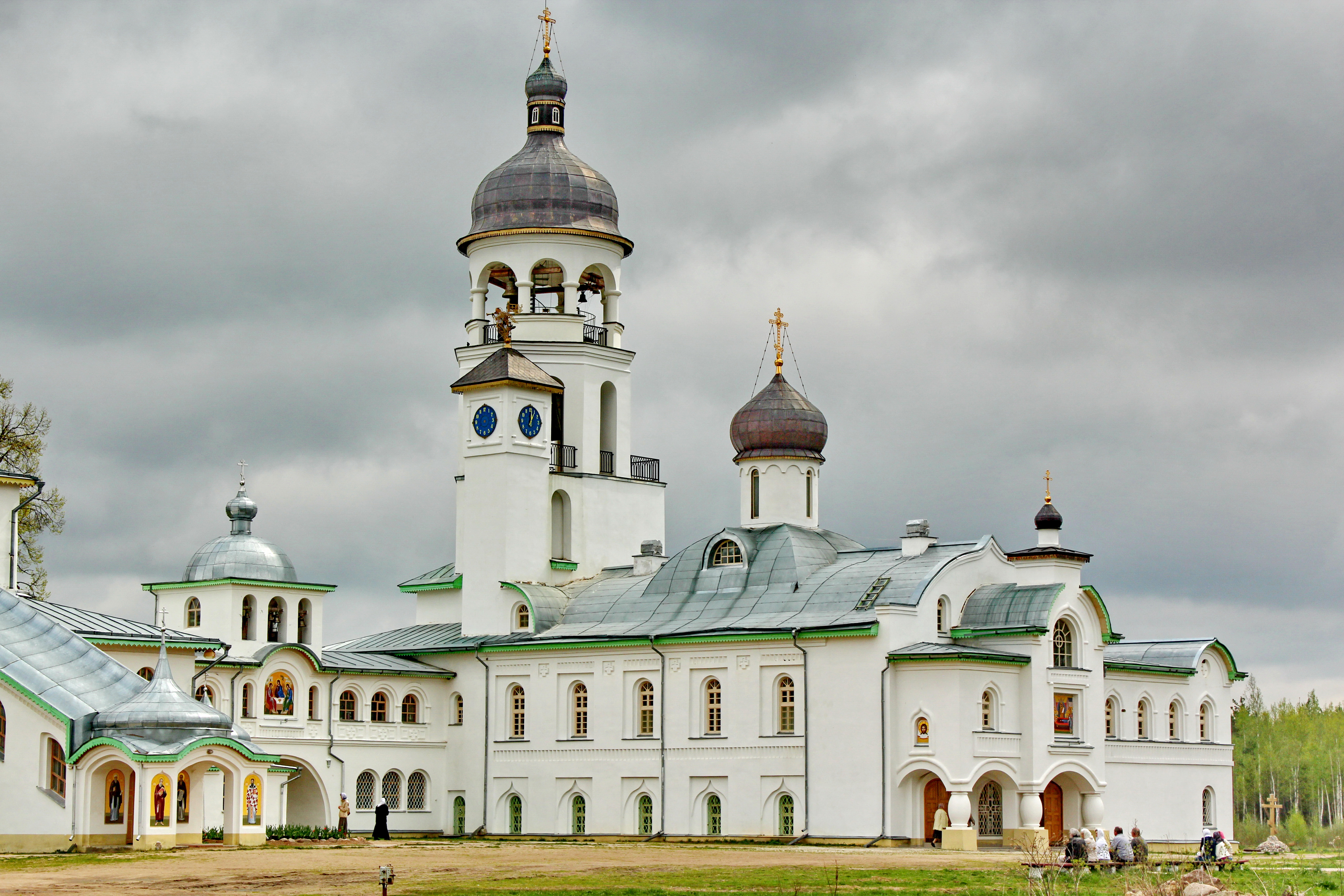
Galerie et clocher du monastère Saint-Jean, ou monastère Krypetsky.

Savva Krypetsky ou Savva de Pskov (en langue russe : Савва Крыпецкий) († 28 août 1495) est un moine russe orthodoxe qui a fondé le Monastère Krypetsky près de la ville de Pskov. Il est considéré comme thaumaturge et vénérable au sein de l'Église orthodoxe et fait partie des saints de la ville de Pskov.
Il est fêté le 10 septembre (calendrier nouveau style).